# Deaf Forever
Deaf Forever (en français, Sourd pour toujours) est un magazine musical allemand, spécialisé dans le metal. Il est fondé par d'anciens membres de Rock Hard.

## Histoire
Le 8 janvier 2014, le magazine Rock Hard annonce la séparation d'avec Götz Kühnemund, rédacteur en chef du magazine pendant 24 ans, ainsi qu'avec les rédacteurs Andreas Himmelstein et Frank Albrecht. Selon Rock Hard, la séparation de Kühnemund est « à l'amiable » et pour des raisons éditoriales et pour les rédacteurs pour des raisons économiques. Dans la période qui suit, d'autres collaborateurs quittent Rock Hard par solidarité avec leurs collègues licenciés.
Kühnemund et Wolf-Rüdiger Mühlmann, également ancien employé de Rock Hard, décident de fonder leur propre magazine. À cette fin, In Dubio Pro Metal Verlags- und Handelsgesellschaft mbH fonde une société d'édition distincte, Kühnemund en prend la direction. Kühnemund et Mühlmann apparaissent en tant que rédacteurs en même temps. L'équipe comprend de nombreux musiciens tels que Fenriz le batteur de Darkthrone, le chanteur de Primordial Alan Averill et le guitariste d'Atlantean Kodex Manuel Trummer.
Le nom du magazine vient d'une chanson du groupe britannique Motörhead. Dans l'éditorial, Kühnemund fait référence au chanteur et bassiste de Motörhead Lemmy Kilmister : « Lemmy a déjà dit : Si vous êtes sourd, vous n'entendez pas de mauvaise musique ! ». Le premier numéro paraît le 13 août 2014 avec King Diamond en couverture. Avant même la publication de la première édition, plus de 1 000 personnes ont souscrit un abonnement.

## Source de la traduction
- (de) Cet article est partiellement ou en totalité issu de l’article de Wikipédia en allemand intitulé « Deaf Forever » (voir la liste des auteurs).

1. ↑  (de) Petra Schwegler, « Metal-Fan Kühnemund startet Hardrock-Magazin "Deaf Forever" », sur Werben & Verkaufen, 2014 (consulté le 2 décembre 2020)
2. ↑  (de) Kai-Uwe Brinkmann, Carsten Christian, « Neues Dortmunder Heavy-Metal-Magazin gegründet », sur Ruhr Nachrichten, 2014 (consulté le 2 décembre 2020)